# Jeunesse Sportive Saint-Pierroise
La Jeunesse Sportive Saint-Pierroise è una squadra di calcio di Saint-Pierre, terza città dell'isola della Riunione. 
È la squadra più titolata dell'isola, con 21 campionati nazionali vinti.

## Squadra
| N. |                        | Ruolo | Calciatore          |
| -- | ---------------------- | ----- | ------------------- |
|    | La Riunione (bandiera) | P     | Ludovic Grondin     |
|    | La Riunione (bandiera) | P     | Sébastien Couvin    |
|    | La Riunione (bandiera) | D     | Johan Lionel        |
|    | La Riunione (bandiera) | D     | Thomas Souevamanien |
|    | La Riunione (bandiera) | D     | Johan Boulard       |
|    | La Riunione (bandiera) | D     | Brice Fontaine      |
|    | La Riunione (bandiera) | D     | Yohan Ravenne       |
|    | La Riunione (bandiera) | D     | Ali Djamali Souéfou |
|    | La Riunione (bandiera) | D     | Julien Beldan       |
|    | La Riunione (bandiera) | D     | Benjamin Cadet      |
|    | La Riunione (bandiera) | D     | Christophe Picard   |
|    | La Riunione (bandiera) | D     | Hilaire Pinchard    |
|    | La Riunione (bandiera) | D     | Nicolas Rivière     |
|    | Algeria (bandiera)     | C     | Djebi Zadi          |

| N. |                         | Ruolo | Calciatore           |
| -- | ----------------------- | ----- | -------------------- |
|    | La Riunione (bandiera)  | C     | John Elcaman         |
|    | Francia (bandiera)      | C     | Didier Agathe        |
|    | La Riunione (bandiera)  | C     | Vadivel Talamanglou  |
|    | RD del Congo (bandiera) | C     | Ludovic Drula        |
|    | La Riunione (bandiera)  | C     | Olivier Gastrin      |
|    | La Riunione (bandiera)  | C     | Michel Dorval        |
|    | La Riunione (bandiera)  | C     | Greg Gastelier       |
|    | Francia (bandiera)      | C     | Quentin Boesso       |
|    | La Riunione (bandiera)  | C     | Yohan Hesler         |
|    | La Riunione (bandiera)  | C     | Abdillah Saïd        |
|    | La Riunione (bandiera)  | A     | Ben Fardou           |
|    | La Riunione (bandiera)  | A     | Mamoudou Diallo      |
|    | La Riunione (bandiera)  | A     | Hamza et Afzal Patel |
|    | La Riunione (bandiera)  | A     | Laurent Pajinadon    |

## Palmarès

### Competizioni nazionali
- Campionato della Riunione: 21

1956, 1957, 1959, 1960, 1961, 1971, 1972, 1973, 1975, 1976, 1978, 1989, 1990, 1993, 1994, 2008, 2015, 2016-2017, 2017, 2018, 2019
- Coppa della Riunione: 8

1959, 1962, 1971, 1980, 1984, 1989, 1992, 1994
- Coppa DOM: 3

1990, 1991, 1995

### Competizioni internazionali
Il Saint-Pierroise ha preso parte per quattro volte alla Coppa dei Campioni CAF, due volte (1994 e 1995) quando era ancora Coppa dei Campioni d'Africa, ed altrettante (1997 e 2007) nella nuova CAF Champions League. Come miglior risultato ha il raggiungimento del Secondo turno nel 1994 e nel 1997.
Ha preso parte anche ad un'edizione della Coppa CAF, nel 2002.

### Coppa di Francia
Ha giocato per sei volte la coppa di Francia (1964/65, 1971/72, 1976/77, 1977/78, 1989/90, 2019/20), riuscendo per tre volte (1977/78, 1989/90 e 2019/20) ad entrare nel tabellone principale, venendo però nei primi due casi eliminata ai trentaduesimi.
Nel terzo caso, per la prima volta nella storia, vincendo 2-1 in casa del Chamois Niortais (squadra di Ligue 2), riesce ad arrivare ai sedicesimi di finale della Coppa, unica squadra dei DOM/TOM a riuscirci.